# Vracovský mlýn
Vracovský mlýn (Ratzowen mühle) ve Vracově u Plánice v okrese Klatovy je vodní mlýn, který stojí pod hrází Vracovského rybníka na Vracovském potoce. Je chráněn jako nemovitá kulturní památka České republiky.

## Historie
Mlýn pochází pravděpodobně ze 16. století; jeho nejstarší částí je mlýnice.
Jádro obytné části a technologické vybavení mlýna je datováno do průběhu 17. a 18. století; mlýnská hranice má dataci rok 1715 (toto vročení může značit jak rok zhotovení, tak také rok opravy). Pozdější úpravy a přestavby mlýnice i hospodářských budov pocházejí z 19. století.
V 80. letech 20. století byla část poškozených roubených obvodových konstrukcí obytného domu nahrazena zděnými. Areál je využíván k rekreaci.

## Popis

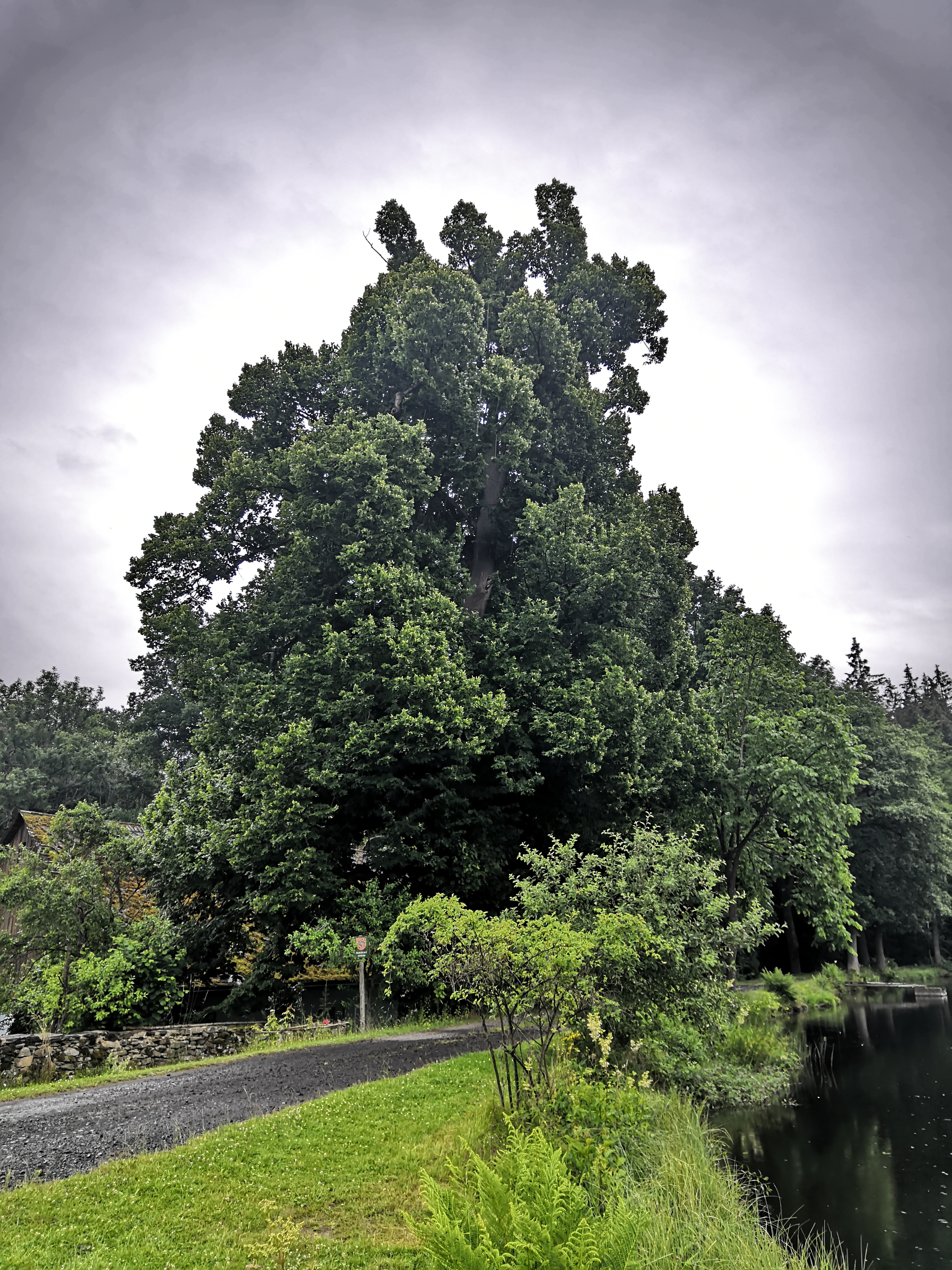
Vracovská lípa

Mlýn je na mapě Císařského povinného otisku z roku 1837 označen červeně jako nespalná stavba, žlutě (spalná stavba) je zakreslena dřevěná budova starší stodoly. Menší zděná budova stojící naproti mlýnici je pravděpodobně chlév nebo sýpka. Hospodářské budovy vytvářejí s budovou mlýna uzavřený trojboký dvůr ve tvaru písmena U. Před mlýnem je předzahrádka a sad, který je vymezený terasou a kamennou ohradní zdí zděnou nasucho. Sad je zakreslen již na mapě Stabilního katastru z roku 1837. Část plochy dvora a prostor před vrátky je vydlážděn masivními plochými kameny.
Voda na vodní kolo vedla od rybníka náhonem. Pod mlýnem se nacházely další tři rybníky, které zanikly již před rokem 1837; na mapě jsou zakresleny pouze pozůstatky jejich hrází.
V mlýnici se dochovalo obyčejné složení. V roce 1930 je uváděno 1 kolo na svrchní vodu (průtok 0,07 m³/s, spád 3,7 m, výkon díla 2,2 k.s.).

## Okolí mlýna
Před mlýnem na hrázi u příjezdové cesty roste památkově chráněná lípa velkolistá.